# Pałac w Sorkwitach
Pałac w Sorkwitach (Pałac rodów von Mirbach i von Paleske) (niem. Schloss Sorquitten) – pałac wraz z zespołem parkowym znajdujący się we wsi Sorkwity w gminie Sorkwity w powiecie mrągowskim w województwie warmińsko-mazurskim. Wybudowany w latach 1850-1856 w stylu neogotyckim jako siedziba pruskiego rodu szlacheckiego von Mirbach, a następnie spokrewnionego z nimi rodu von Paleske.

## Położenie
Pałac położony jest we wsi Sorkwity około 12 km na zachód od Mrągowa nieopodal drogi krajowej nr 16 na odcinku Mrągowo-Biskupiec/Olsztyn. Majątek ulokowany jest na obrzeżach wsi, na przesmyku pomiędzy jeziorami Gielądzkim i Lampackim.

## Historia
Historia wsi sięga czasów wczesnego średniowiecza i bezpośrednio wiąże się ze strategicznym położeniem miejsca. Pierwotnie w miejscu obecnego pałacu znajdowała się pruska strażnica. Także od Prusów zaczerpnięto pierwszą nazwę wsi- Sarkewite, gdzie w języku pruskim „sargas” znaczy wartownik, a „wieta” miejsce. Następnie jej walory obronne docenili Krzyżacy i Wielki Mistrz Zakonu Winrich von Kniprode nadał w 1379 tereny dzisiejszego założenia, jako dobra rycerskie, braciom Chrystianowi i Ottonowi von Oelsen. W późniejszym czasie brat zakonny Hans von Oelsen, wzniósł w Sorkwitach drewnianą strażnicę, która mała chronić wieś przed najazdami Litwinów.
W połowie XV wieku dobra kupili von Schliebenowie, którzy wznieśli tam murowany kościół a wieś w ich rękach pozostała aż do XVIII wieku. Po nich, na krótko, w latach 1750-1804 majątek należał do polskiej rodziny Bronikowskich, a przedstawiciel rodu, major huzarów, Jan Oppeln-Bronikowski w 1788 wzniósł w Sorkwitach pierwszy dwór.
Od rodziny Bronikowskich w 1804 dobra odkupili von Mirbachowie, którzy zapoczątkowali okres świetności majątku. W latach 1850–1856 na polecenie Juliusza Ulricha von Mirbacha, wyróżnionego w 1888 tytułem hrabiowskim, wzniesiono pałac w modnym ówcześnie w Prusach stylu angielskiego neogotyku. Powstały na miejscu dworu Bronikowskich pałac był dużą, piętrowa i przypominającą zamek, budowlą z czerwonej cegły. W tym samym czasie wzniesiono także w formie warownej wieży wozownię oraz otaczający całe założenie park krajobrazowy. Natomiast na półwyspie jeziora Lampackiego powstały liczne alejki ogrodowe, winnica, dla potrzeb wyrobu wina własnej produkcji oraz rodowy cmentarz von Mirbachów.
Podczas I wojny światowej w budynku pałacu stacjonowały wojska rosyjskie generała Aleksandra Samsonowa. W nocy z 26 na 27 sierpnia 1914, przed bitwą i klęską pod Tannenbergiem, rezydencję spalono. Z pożaru ocalały tylko mury magistralne, spłonęły natomiast całe wnętrza i ich wystrój oraz liczne dzieła sztuki.
Niemający potomstwa i liczący wówczas 75 lat Juliusz Ulrich von Mirbach zapisał cały majątek bratankowi swojej żony, adiutantowi Cesarza Wilhelma II, baronowi Bernardowi von Paleske. Po śmierci hrabiego Juliusza w 1921 baron von Paleske rozpoczął odbudowę pałacu. Pod kierunkiem berlińskiego architekta, Ottona Rügera, w latach 1922-1923 odbudowano pałac według dokładnego pierwowzoru.
Majątek oraz wieś pod zarządem rodziny von Paleskich pozostawały aż do 1945 roku. W tym czasie pałac stał się miejscem licznych spotkań polityków pruskich i niemieckich. Podczas wojny architektura założenia nie została zniszczona i pozostała niemal nienaruszona, natomiast cały ruchomy majątek i wyposażenie wnętrz zostały rozgrabione.
Po wojnie majątek przejął miejscowy PGR, który zamienił założenie pałacowe na przedszkole i magazyny przedszkolne oraz biura i mieszkania dla pracowników gospodarstwa rolnego. W 1957 pałac oraz część parku zostały przekazane Zakładowi Maszyn Rolniczych Ursus z Warszawy, który uczynił z niego ośrodek wypoczynkowy.
Od 1998 roku zarówno pałac, jak i park znajdują się w rękach prywatnych.

## Architektura

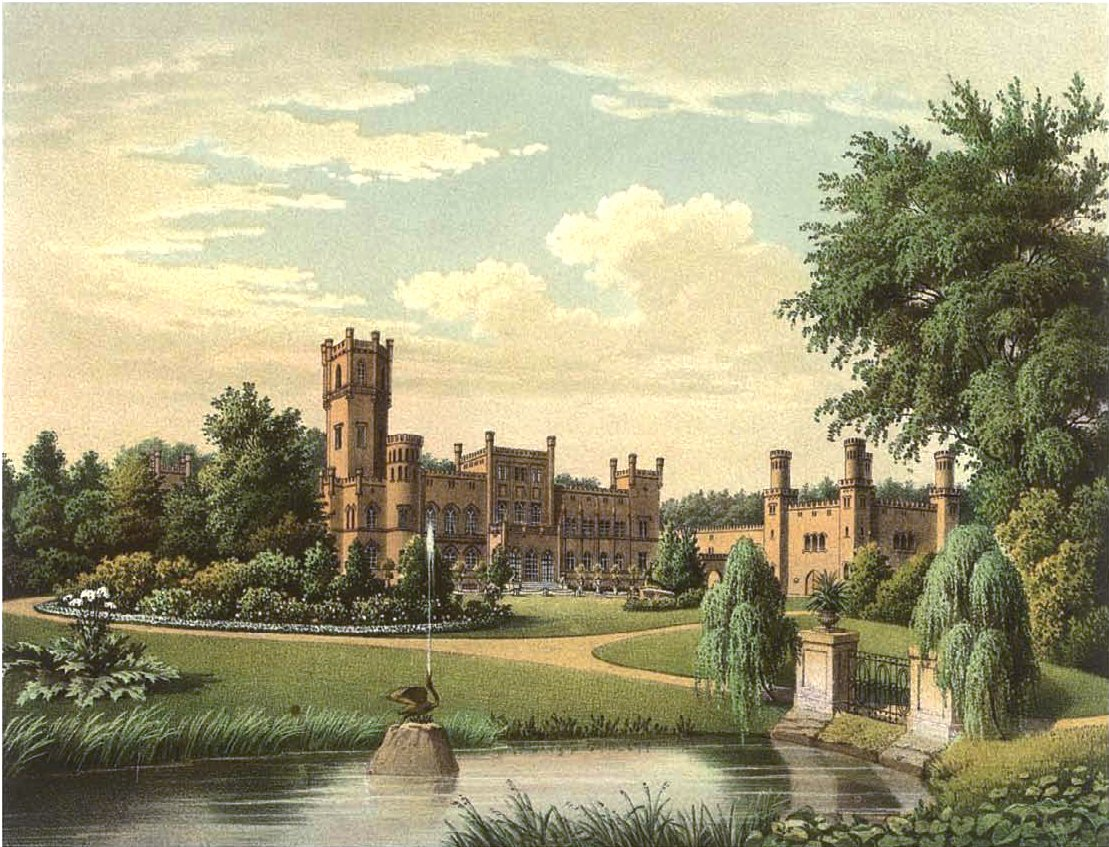
Pałac i park w Sorkwitach w XIX wieku. Rycina w zbiorach Dunckera, autorstwa Friedricha Theodora Alberta z okresu 1857- 1883

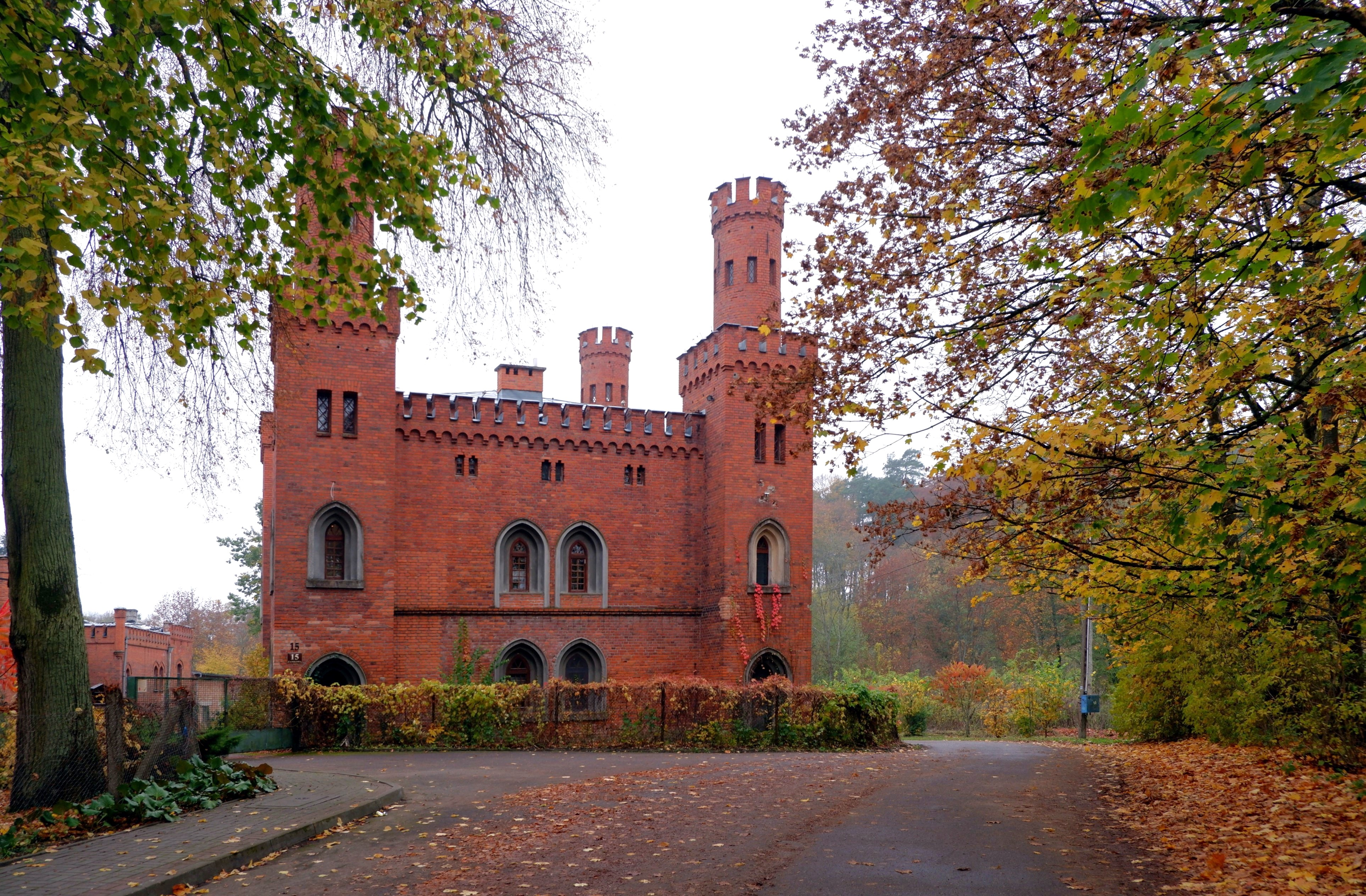
Wozownia

Pałac i park położone są nad jeziorem Lampackim. Sam pałac jest przykładem architektury neogotyckiej, stylu angielskiego, który był wiodącym stylem w architekturze Prus i Niemiec w połowie XIX wieku i nawiązywał do licznych na terytorium Prus Wschodnich gotyckich zamków.
Dzisiejszy wygląd zespołu pałacowego jest dokładnym odzwierciedleniem pierwotnego założenia. Natomiast sam pałac został założony na planie podobnym do litery U, a jego bryła główna jest skonstruowana na zasadzie przenikania się zróżnicowanych wysokości i wielkości brył pomniejszych. Pałac jest bogaty w liczne wieże, sterczyny czy krenelaże, które zdobią elewację. Okna w rezydencji są różnej wielkości, przeważnie ostrołukowe, a dach kryty jest na płasko. Elementem dominującym w głównym założeniu jest, znajdująca się w północno-wschodnim narożniku, wysoka oktagonalna wieża. Pałac, od strony północno-zachodniej, posiadał także wozownię (dzisiaj mieści się tam restauracja), która przypomina wieżę zamkową z czterema basztami na narożach. Wszystkie te zabiegi miały na celu stworzenie z rezydencji budowli, która by jak najbardziej przypominała warowny zamek.
Przy pałacu znajduje się również, ukształtowany podczas budowy założenia, park krajobrazowy. Dawniej obejmował także tereny rozciągające się na półwysep jeziora, gdzie znajdowała się winnica. Obecnie nieco mniejszy od pierwotnego, lecz z wciąż okazałym wiekowym drzewostanem, m.in. przy pałacu rośnie miłorząb japoński.

## Zabytek
W skład zespołu pałacowego w Sorkwitach (nr rej.: 86 z 11.02.1950) wchodzą obiekty wpisane do rejestru zabytków nieruchomych:
- pałac,
- park,
- wozownia ze spichlerzem z lat 1850–1856, przebud. w 1922–1923 (nr rej.: 950 z 30.07.1968).